# Фторид серебра(I)
Фторид серебра(I) (монофторид серебра) — неорганическое бинарное химическое соединение фтора и серебра.

## Физические свойства
Фтористое серебро представляет собой кристаллическое или порошкообразное бесцветное вещество. Температура плавления 435 °C. При нагревании плавится без разложения. Гигроскопичен, хорошо растворим в воде, в отличие от остальных галогенидов серебра.

## Химические свойства
- Вступает в реакции комплексообразования, к примеру, с аммиаком:

{\displaystyle {\mathsf {AgF+NH_{3}*H_{2}O\ \xrightarrow {} \ [Ag(NH_{3})F]\downarrow +H_{2}O}}}
- Разбавленными щелочами переводится в оксид серебра(I):

{\displaystyle {\mathsf {2AgF+2KOH\ \xrightarrow {} \ 2KF+Ag_{2}O\downarrow +H_{2}O}}}
- Реагирует с концентрированной серной кислотой при температуре кипения[1]:

{\displaystyle {\mathsf {2AgF+H_{2}SO_{4}\ \xrightarrow {100^{o}C} \ Ag_{2}SO_{4}\downarrow +2HF\uparrow }}}

## Получение
Фторид серебра может быть синтезирован растворением серебра в плавиковой кислоте в присутствии окислителя:
{\displaystyle {\mathsf {2Ag+2HF+H_{2}O_{2}\rightarrow 2AgF+2H_{2}O}}}
Применяется как фторирующий агент.